# Домбровиці (гміна)
Гміна Домбровиці (пол. Gmina Dąbrowice) — місько-сільська гміна у центральній Польщі. Належить до Кутновського повіту Лодзинського воєводства.
Станом на 31 грудня 2011 у гміні проживало 2014 осіб.

## Площа
Згідно з даними за 2007 рік площа гміни становила 45.94 км², у тому числі:
- орні землі: 94.00%
- ліси: 0.00%

Таким чином, площа гміни становить 5.18% площі повіту.

## Населення
Станом на 31 грудня 2011:
| Опис     | Загалом | Загалом | Чоловіки | Чоловіки | Жінки | Жінки |
| -------- | ------- | ------- | -------- | -------- | ----- | ----- |
| одиниця  | осіб    | %       | осіб     | %        | осіб  | %     |
| все      | 2014    | 100     | 969      | 48.11    | 1045  | 51.89 |
| міське   | 0       | 100     | 0        |          | 0     |       |
| сільське | 2014    | 100     | 969      | 48.11    | 1045  | 51.89 |

## Сусідні гміни
Гміна Домбровіце межує з такими гмінами: Кросневіце, Нові Острови, Пшедеч, Ходеч, Ходув.